# Kavadigarahatti, Chitradurga
Kavadigarahatti là một làng thuộc tehsil Chitradurga, huyện Chitradurga, bang Karnataka, Ấn Độ.